# Hong Sung-woo
Hong Sung-woo (coreano: 홍성우; Anseong, 20 de fevereiro de 1940 - Jeju, 2 de dezembro de 2021) foi um político sul-coreano. Membro do Partido da Justiça Democrática, atuou na Assembleia Nacional de 1979 a 1988.